# 3123 Dunham
3123 Dunham eller 1981 QF2 är en asteroid i huvudbältet som upptäcktes den 30 augusti 1981 av den amerikanske astronomen Edward L.G. Bowell vid Anderson Mesa Station. Den är uppkallad efter den amerikanske astronomen David W. Dunham.
Asteroiden har en diameter på ungefär 12 kilometer.